# Донг'юм
Донг'юм (нід. Dongjum, нід. вимова: [ˈdɔŋ.jʏm]) — село в нідерландській провінції Фрисландія. Входить до муніципалітету Вадхуке.
Його площа становить 3,50км², а населення станом на 2021 рік складало 375 осіб.

## Галерея

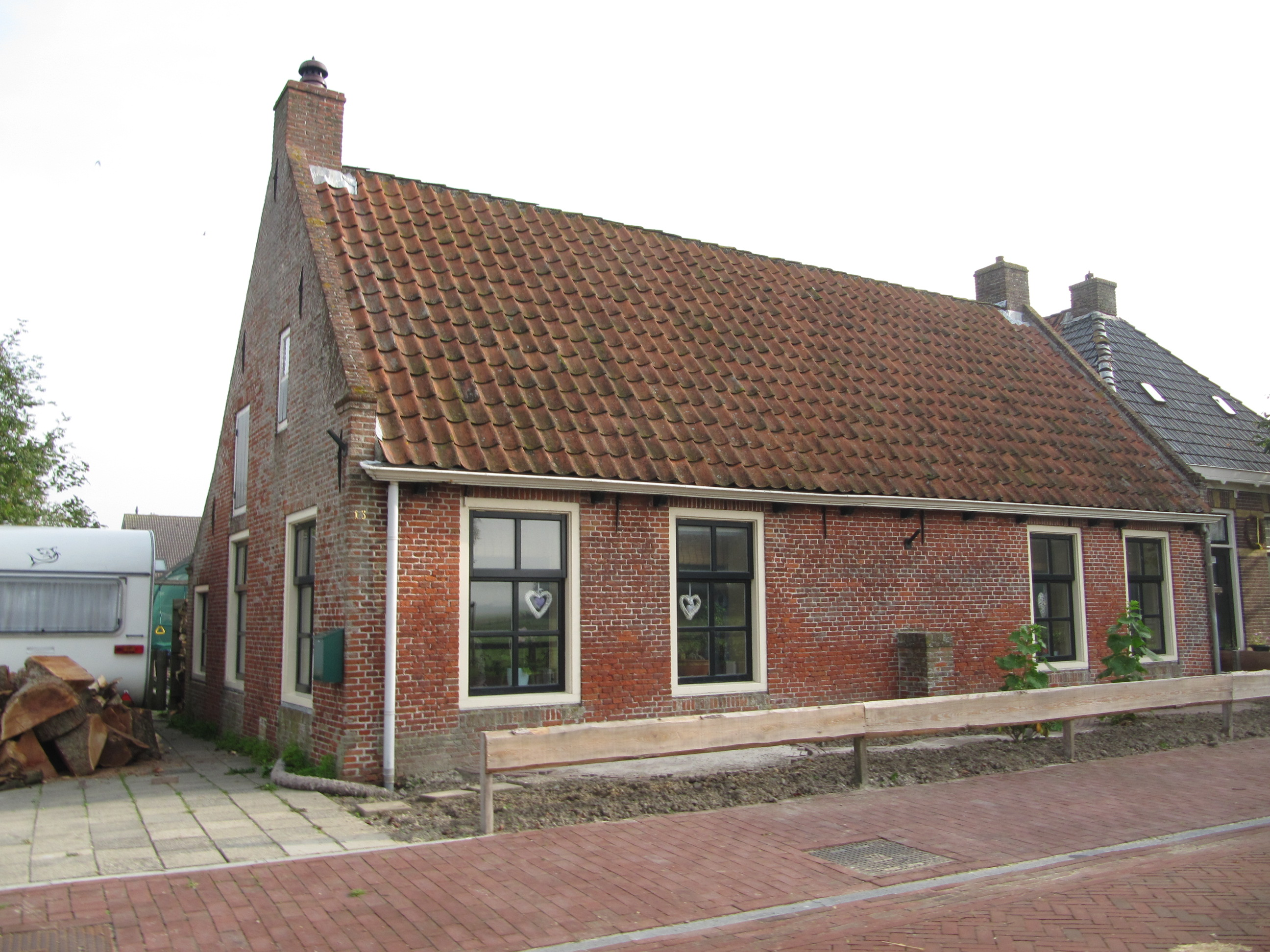
Будинок у Донг'юмі
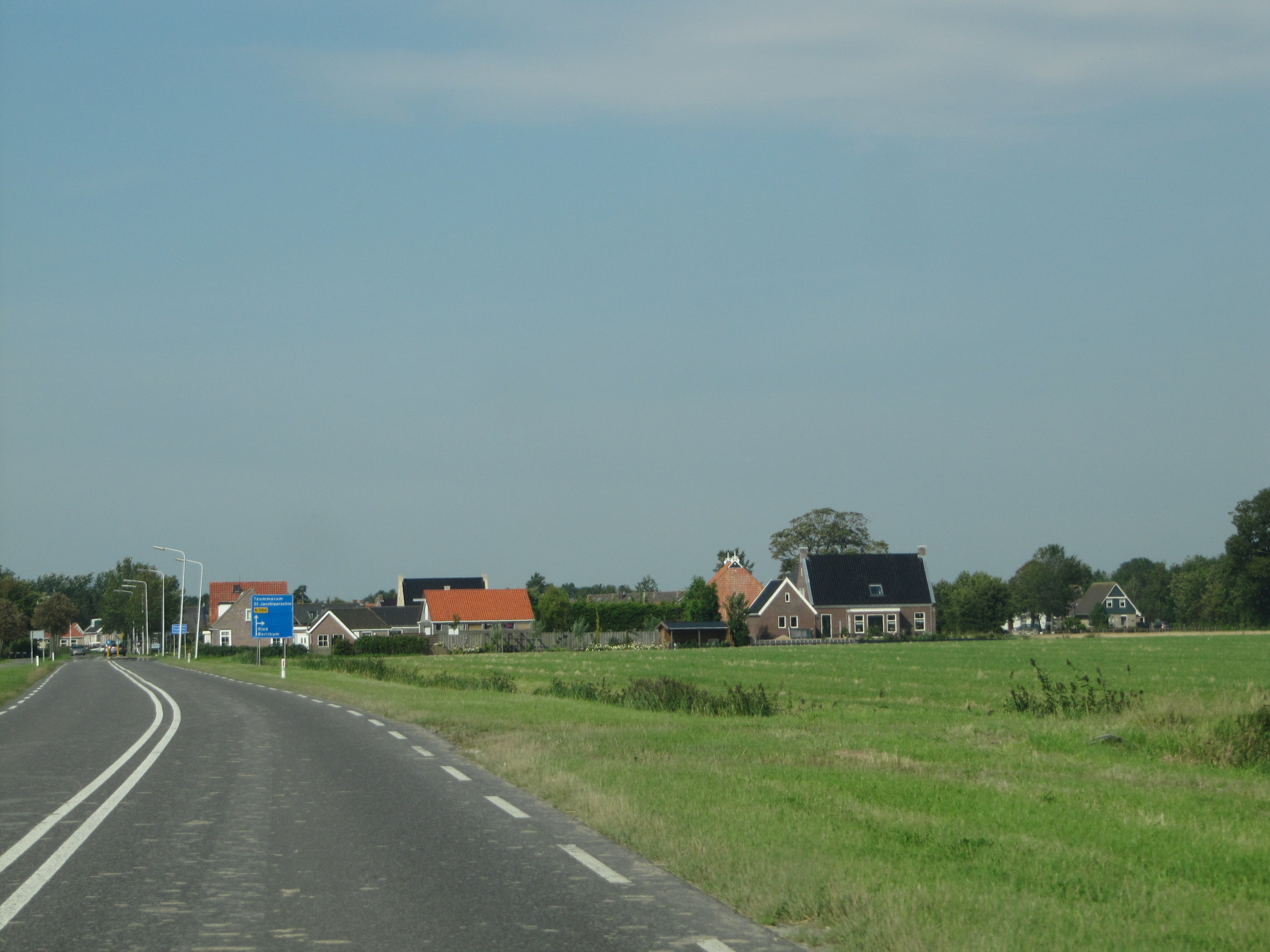
Панорама села